# Hans Zimmermann (Maler)
Hans Zimmermann (* 2. Juni 1881 in Düsseldorf; † 1961 ebenda) war ein deutscher Maler.

## Leben
Hans Zimmermann studierte von 1886 bis 1902 an der Kunstakademie Düsseldorf Malerei. Dort waren Ernst Roeber, Willy Spatz, Peter Janssen der Ältere und Eugen Dücker seine Lehrer. Er trat als Architektur- und Interieurmaler hervor und war Mitglied im Künstlerverein Malkasten. 1920 beteiligte er sich in Düsseldorf an einer „Unterstützungsausstellung“, auch an einer „Juryfreien Kunstausstellung“ des Vereins zur Veranstaltung von Kunstausstellungen, die vom 16. Mai bis 5. Oktober 1930 in Düsseldorf stattfand.

## Werke
- Porträt des Heimatdichters Hermann Löns, o. D. (Öl auf Leinwand, H 90 cm, B 60 cm),
- Ansicht des Parks im Malkasten, um 1930 (Öl auf Holz, H 40 cm, B 70 cm), das Werk ist regionalgeschichtlich von Bedeutung, da es das im Zweiten Weltkrieg ausgebrannte und später abgerissene Hauptgebäude sowie den Park in seinem Vorkriegszustand zeigt
- Innenraum der Hauptkirche Sankt Katharinen, 1923 (Öl auf Leinwand, H 208 cm, B 116 cm), das Werk ist regionalgeschichtlich von Bedeutung, da es den im Zweiten Weltkrieg zerstörten Innenraum der Kirche in seinem Vorkriegszustand zeigt
- Blick auf einen Fischerhafen mit Segelschiffen, o. D. (Öl auf Leinwand, H 54 cm, B 66 cm)
- Reiterin und Clown, entstanden um 1920 (Öl auf Leinwand, H 43 cm, B 53 cm, Inv. Nr. 5178, Katalog Nr. 615)